# SS Cap Arcona
Az SS Cap Arcona egy 27 500 tonna vízkiszorítású német luxus óceánjáró volt, amely a Hamburg–Dél-Amerika útvonalon közlekedett. Nevét a pomerániai Rügen szigeten lévő Arkona-fokról kapta. A hajót, melyet sokáig kora egyik legszebbjének tartottak, 1927-ben bocsátották vízre. Főként gazdag utasokat és szegényebb emigránsokat szállított Dél-Amerikába.
1940-ben a Kriegsmarine hadrendbe állította, majd a Balti-tengeren teljesített szolgálatot. 1944 végén Kelet-Poroszországból Nyugat-Németországba szállított menekülteket.
1942-ben a Cap Arcona játszotta a Titanic szerepét az 1912-ben történt katasztrófa német megfilmesítésénél. 1945-ben, a háború utolsó napjaiban az SS bármilyen erre utaló jelzés nélkül több ezer fogollyal töltötte meg a hajót, és a Balti-tenger nyílt vízeire küldte, ahol a szövetséges légierő támadásainak áldozatává vált és elsüllyedt. A partra jutó túlélőket az SS géppuskatűzzel fogadta és szinte valamennyiüket meggyilkolta. Az áldozatok teljes száma meghaladta a 4600 főt.

## Előzmények

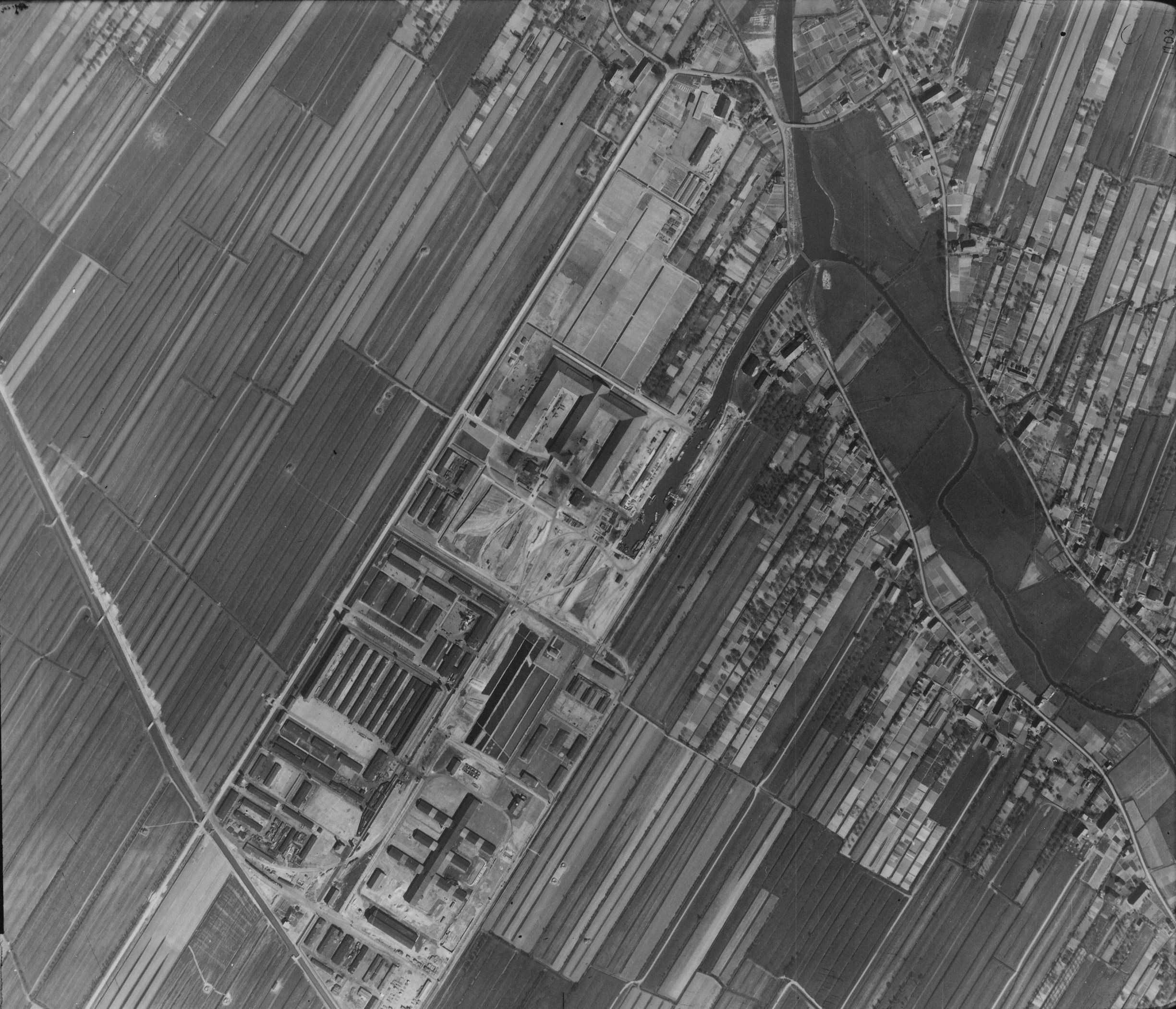
A neuengammei koncentrációs tábor a brit légi felderítés fényképén, 1945. április 16-án.

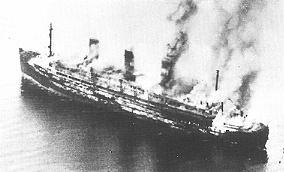
A lángoló Cap Arcona

1945. április 26-án a hajó tele volt foglyokkal, akiket a Hamburg melletti neuengammei koncentrációs táborból szállított volna a Lübecki-öbölbe két kisebb hajóval, az Athennal és a Thielbekkel együtt. A menekültek közt volt 140 francia nyelvű belga, holland, francia és svéd, akiket a Thielbekről szállítottak át a Magdalenára.

## A támadás
Négy nappal Hitler öngyilkossága után, 1945. május 3-án a Cap Arcona, a Thielbek és a kórházhajóvá alakított (de megjelöletlen) óceánjáró, a Deutschland az őket ért négy légitámadás következtében elsüllyedt. Az első támadást a Brit Királyi Légierő 184. repülőszázada, a másodikat a Johnny Baldwin vezette 198. repülőszázad, a harmadikat a Martin Trevor Scott Rumbold vezette 263. repülőszázad, míg a negyediket a K. J. Harding vezette 197. repülőszázad hajtotta végre. A Hawker Typhoon típusú vadászbombázók gyújtórakétákat, gyújtóbombákat és 20 mm-es gépágyúkat használtak a támadáshoz. Az első támadóhullám után a Cap Arcona felvonta a fehér zászlót, de eredménytelenül. A három hajó 7000-8000 foglyot szállított a neuengammei, stutthofi és mittelbau-dorai koncentrációs táborokból. A foglyok fele orosz és lengyel hadifogoly volt, de a rabok 24 különböző nemzet tagjai voltak, például franciák, dánok és hollandok. Akik túlélték a hajó elsüllyesztését és a brit repülőgépek további támadásait, azokat az SS-alakulatok a partról géppuskákkal lőtték, és szinte mindannyiukat meggyilkolták.

## Az utóélet

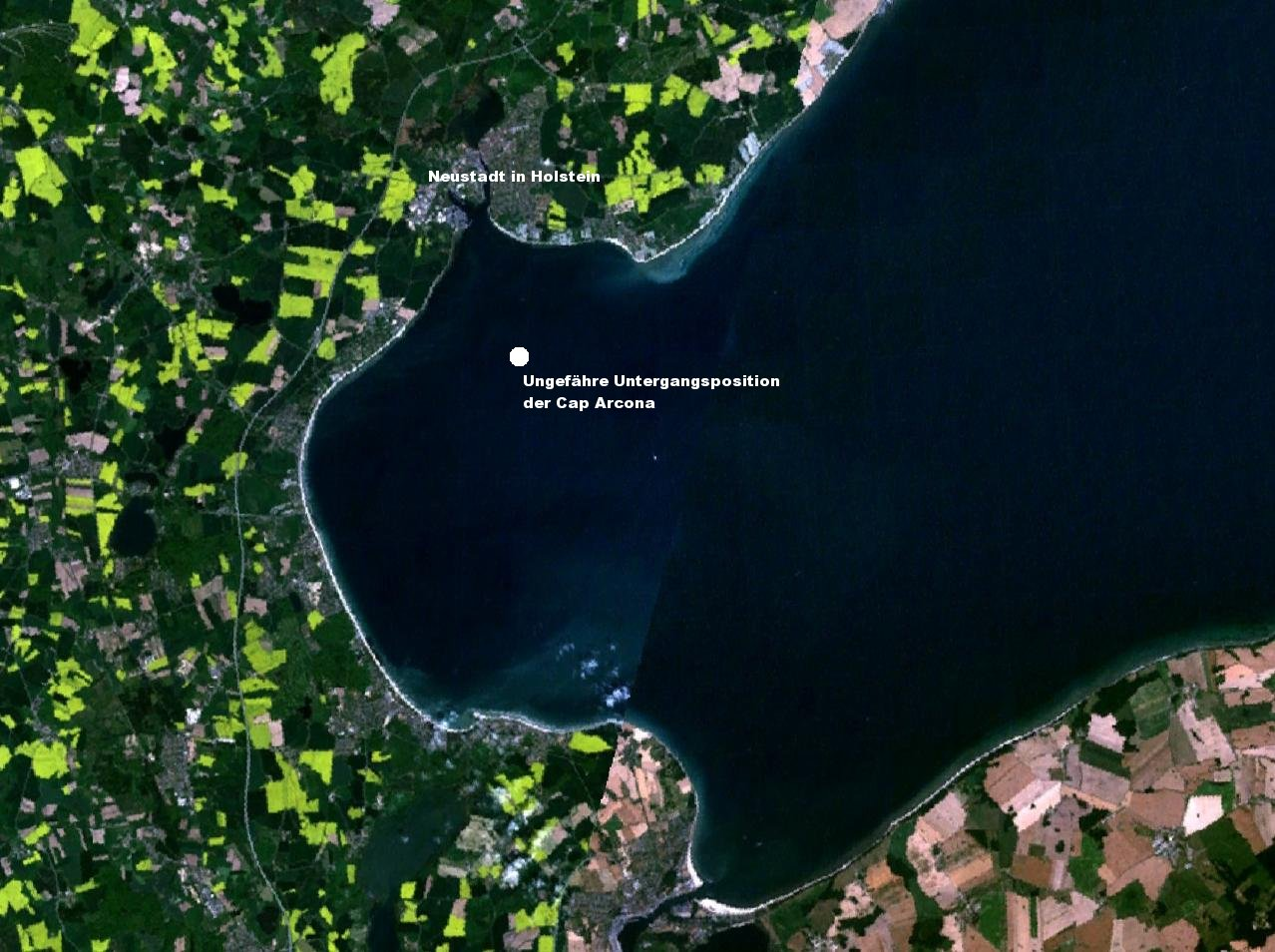
A Cap Arcona elsüllyesztésének helye

Körülbelül 350 fő még így is túlélte a RAF és az SS mészárlását. Allan Wyse, a 193. repülőszázad egykori tagja így emlékezett vissza az esetre: „Gépágyúinkkal lőttük a vízben úszó fickókat… 20 mm-es ágyúinkkal lőttük a vízben lévő embereket. Szörnyű, de ez volt a feladatunk, és mi végrehajtottuk. Ez a háború.” A túlélők közt volt például a későbbi német színész Erwin Geschonneck is, akinek történetét filmre vitték 1982-ben.
A támadás után nem sokkal, délután 5-kor az amerikai 161. taktikai felderítő repülőszázad F-6-os gépe fényképeket készített a Lübecki-öböl felett az égő hajókról és az úszó túlélőkről. A partra sodródó holttesteket hetekkel a tragédia után összegyűjtötték, és egy Neustadt in Holstein-i tömegsírba temették. További sírok vannak a gubei temetőben (31 áldozat), a Szent Miklós-templom mögötti temetőben Grömitzben (91 áldozat), a timmendorfer strand-i  erdei temetőben (810 áldozat), a niendorfi  temetőben (113 áldozat), a vorwerki  temetőben Lübeckben (183 áldozat), az Eichhof park temetőben Kronshagenban (25 áldozat), Grevesmühlenben (407 áldozat; 1955-ig a groß schwanseei temetőben), a klützi régi temetőben (16  áldozat) és a kirchdorfi temetőben a Poel szigeten (28 áldozat). Közel három évtizeden keresztül vetett partra emberi csontokat a víz. Az utolsót egy tizenkét éves fiú találta 1971-ben.
A szállítottak közt számos ország polgárai voltak, többek közt belgák, csehszlovákok, dánok, észtek, finnek, franciák, görögök, hollandok, jugoszlávok, kanadaiak, lengyelek, lettek, litvánok, luxemburgiak, magyarok, németek, norvégok, olaszok, oroszok, örmények, románok, spanyolok, svédek és ukránok is.
A Brit Királyi Légierőnél a támadás aktáit 2045-ig titkosították. A Cap Arcona, a General von Steuben, a Wilhelm Gustloff és a Goya elsüllyesztése során elvesztett emberéletek a történelem legnagyobb hajóbalesetei közé sorolják ezeket a tragédiákat.